# Supee Saksuwan Larsen
Supee Saksuwan Larsen (15 novembre 1939) è una botanica thailandese naturalizzata danese.

## Carriera
Si è laureata alla Chulalongkorn University di Bangkok, e dal 1971 è ricercatrice presso il Dipartimento di Botanica Sistematica dell'Istituto di Scienze Biologiche dell'Università di Aarhus. Ha partecipato con suo marito, il professor Kai Larsen, a diverse spedizioni nei tropici asiatici, particolarmente nella sua terra natale Thailandia. Si è specializzata negli studi sul polline e sulla tassonomia delle Fabaceae, in particolare del genere Bauhinia che ha revisionato per riviste sui flori dell'Asia tropicale, essendo collaboratrice di Flora Malesiana, Flore du Cambodge, du Laos, du Vietnam, flora of Chin.

## Pubblicazioni parziali

### Articoli
- Larsen, K, SS Larsen. 2003. A new species of Spatholirion (Commelinaceae) from Thailand & further noti on S. ornatum. Thai Forest Bull. (Bot.): 31: 39-43
- Larsen, K, SS Larsen. 2002.  Bauhinia siamensis (Leguminosae-Caesalpinioideae), an extraordinary new species from Thailand. Nat. Hist. Bull. Siam Soc.: 50: 1: 99-104
- Larsen, K, SS Larsen. 2001. Bauhinia strychnoidea Prain (Leguminosae-Caesalpinioideae), a new record from Thailand. Thai Forest Bull. (Bot.): 28: 33-37
- Larsen, S.S. 1999. Bauhinia wuzhengyii (Leguminosae, Caesalpinioideae), a New Chinese Species. Novon: 9: 4: 526-529
- Larsen, K, SS Larsen. 1997. Bauhinia sirindhorniae sp. nov. (Leguminosa Caesalpinioideae) a remarkable new species from Thailand. Nordic J.Bot.: 17: 2: 113-118
- Larsen, S.S. 1994. A new species of Bauhinia (Fabaceae-Caesalpinioideae) from Brunei. Nordic J.Bot.: 14: 3: 289-292
- Larsen, K, SS Larsen. 1993. New taxa & nomenclatural combinations in Malesian Bauhinia (Leguminosae-Caesalpinioideae).
- Larsen, K, SS Larsen. 1991. Notes on the genus Bauhinia (Leguminosae-Caesalpinioideae) in SE Asia. Nordic J.Bot. :11: 6: 629-634
- Larsen, K, SS Larsen. 1989. Bauhinia chrysophylla, a new species from Thailand (Leguminosae–Caesalpinioideae). Nordic J.Bot.: 9: 3: 253-256
- Larsen, K, SS Larsen. 1982. Noti on some Asian Bauhinia.

### Libri
- Larsen, K, SS Larsen. 2006. Gingers of Thailand. Ed. Queen Sirikit Botonic Garden.

## Onori
| S.S.Larsen è l'abbreviazione standard utilizzata per le piante descritte da Supee Saksuwan Larsen. Consulta l'elenco delle piante assegnate a questo autore dall'IPNI. |

Il nome generico Kaisupeea (B.L.Burtt) della famiglia Gesneriaceae, è dato in onore alla Supee e a Kai Larsen.